# Carlo Ciccioli
Carlo Ciccioli (ur. 19 listopada 1952 w Ankonie) – włoski polityk, lekarz i samorządowiec, deputowany krajowy, poseł do Parlamentu Europejskiego X kadencji.

## Życiorys
W 1980 ukończył studia medyczne na Università degli Studi di Ancona. Specjalizował się w zakresie psychiatrii, kryminologii klinicznej i neurologii. Zawodowo związany ze służbą zdrowia, udzielał się także jako biegły sądowy.
Należał do Fronte della Gioventù, organizacji młodzieżowej postfaszystowskiego Włoskiego Ruchu Socjalnego; do samej partii wstąpił w 1970. Od 1976 był członkiem komitetu centralnego, a od 1990 – członkiem sekretariatu krajowego partii, odpowiadając za politykę społeczną. W połowie lat 90. współtworzył powstały na bazie MSI Sojusz Narodowy, pełnił funkcję jego koordynatora regionalnego. W 1979 zasiadł w radzie miejskiej Ankony, wielokrotnie uzyskiwał później ponowny wybór na radnego. W latach 1985–2000 po raz pierwszy był członkiem rady regionalnej Marche. Powrócił do tego gremium w 1995, uzyskując następnie reelekcję. W 2006 i 2008 wybierany go na posła do Izby Deputowanych XV i XVI kadencji, mandat parlamentarny sprawował do 2013. Wraz z AN współtworzył Lud Wolności, w 2012 przyłączył się do nowego ugrupowania Bracia Włosi.
W 2019 został radnym w Castelplanio, a w 2020 ponownie wszedł do rady regionalnej Marche. W 2024 uzyskał mandat posła do Parlamentu Europejskiego X kadencji.